# Oxid de potasiu
Oxidul de potasiu este un compus anorganic cu formula chimică K2O. Este o substanță de culoare galben-pal, Este alcătuit din doi atomi de potasiu și unul de oxigen. 

## Obținere
Oxidul de potasiu poate fi preparat prin reacția directă dintre oxigen și potasiu metalic, din care se obține peroxid de potasiu, K2O2. Acest compus este tratat cu potasiu pentru a se obține în cele din urmă oxidul: 
K2O2  +  2 K  →  2 K2O
Alternativ și mult mai convenabil, K2O se poate sintetiza prin încălzirea azotatului de potasiu cu potasiu metalic:
2 KNO3  +  10 K  →   6 K2O + N2

## Proprietăți chimice
Oxidul de potasiu este un oxid bazic și reacționează violent cu apa pentru a forma compusul caustic hidroxid de potasiu. Este delicvescent și absoarbe apa din atmosferă, inițiând această reacție. 